# وحدة أنجيه الحضرية
وحدة أنجيه الحضرية، هي تجمع حضري فرنسي يتمركز حول مدينة أنجيه، عاصمة وأكبر مدن إقليم ماين ولوار، والتي تقع في منطقة بايي دو لا لوار. تُعتبر هذه الوحدة من الوحدات الحضرية الكبيرة في فرنسا، حيث تضم أكثر من 200,000 نسمة.